# Коморники (гміна Коморники)
Коморники (пол. Komorniki) — село в Польщі, у гміні Коморники Познанського повіту Великопольського воєводства.
Населення — 6173 особи (2011).
У 1975-1998 роках село належало до Познанського воєводства.
19 лютого 2025 року у Коморники було виявлено фрагменти після падіння ракети Falcon 9, де Адам Боруцький знайшов обгорілий бак розміром приблизно 1,5 на 1 метр позаду свого складу. Польське космічне агентство Polsa підтвердило, що це дійсно частина ракети Falcon 9.

## Демографія
Демографічна структура станом на 31 березня 2011 року:
|          | Загалом | Допрацездатний вік | Працездатний вік | Постпрацездатний вік |
| -------- | ------- | ------------------ | ---------------- | -------------------- |
| Чоловіки | 2996    | 797                | 2029             | 170                  |
| Жінки    | 3177    | 780                | 2003             | 394                  |
| Разом    | 6173    | 1577               | 4032             | 564                  |